# یوفا یورو ۲۰۱۲ (بازی ویدئویی)
یوفا یورو ۲۰۱۲ (به انگلیسی: UEFA Euro 2012) نام یکی از شماره های مجموعه بازی‌های یوفا یورو است که به طور رسمی و تحت لیسانس فیفا برای مسابقات یورو ۲۰۱۲ ساخته شده است.
برعکس عناوین قبلی از این مجموعه، یوفا یورو ۲۰۱۲ به صورت مستقل و بر روی دیسک منتشر نمی‌شود و به صورت یک بسته تکمیلی قابل دانلود برای بازی فیفا ۱۲ ارائه شد.
بازی در تمام نقاط جهان در تاریخ ۲۴ آوریل ۲۰۱۲، برای هر سه پلتفرم پلی‌استیشن ۳، ایکس‌باکس ۳۶۰ و مایکروسافت ویندوز به صورت توزیع دیجیتال در دسترس قرار گرفت. قیمت بازی ۲۰ دلار آمریکا، یعنی معادل ۱۸۰۰ پوینت مایکروسافت در شبکه ایکس باکس لایو است.

## روند بازی
بازی تمام حالت های موجود در فیفا ۱۲ را پشتیبانی می کند. همچنین بخش جدیدی به نام «اردو» (Expedition) در بازی وجود خواهد داشت که می توانید در آن تیم مورد علاقه و شخصی خودتان را بسازید و در برابر حریفان اروپایی خود مسابقه بدهید. این حالت چیزی شبیه حالت «تور جهانی» در مجموعه فیفا خیابانی است. همچنین بازیکنان می توانند بازیکن شخصی (Virtual Pro) خودشان را به این بخش وارد کنند.
همچنین مشابه چیزی که در بازی جام جهانی فیفا ۲۰۱۰ دیده می‌شد، یک سناریو برای انجام مسابقات یورو ۲۰۱۲ در بازی وجود دارد.
بخش تک نفره بازی علاوه بر تورنمنت اصلی یوفا یورو ۲۰۱۲، شامل مسابقات انتخابی این تورنمنت هم می‌شود که بازیکن می‌تواند با تیمی که در واقعیت به تورنمنت اصلی صعود نکرده، به مسابقات انتخابی برود و سرنوشت آن تیم را در درون بازی تغییر دهد.

## تیم‌ها و استادیوم‌ها
تمام ۵۳ تیمی که در مرحله مقدماتی بازی‌های یوفا یورو ۲۰۱۲ حضور داشتند در بازی موجود هستند. همچنین ۸ استادیوم رسمی که در مرحله نهایی بازی‌ها مورد استفاده قرار می‌گیرند هم در بازی موجود هستند.
تیم‌های مرحله نهایی:
| - کرواسی - چک - دانمارک - انگلستان - فرانسه - آلمان - یونان - ایتالیا | - هلند - لهستان - پرتغال - جمهوری ایرلند - روسیه - اسپانیا - سوئد - اوکراین |

تیم‌های مرحله انتخابی:
| - آلبانی - آندورا - ارمنستان - اتریش - آذربایجان - بلاروس - بلژیک - بوسنی و هرزگوین - بلغارستان - قبرس - استونی - جزایر فارو - فنلاند - مقدونیه شمالی - گرجستان - مجارستان - ایسلند - اسرائیل - قزاقستان | - لتونی - لیختن‌اشتاین - لیتوانی - لوکزامبورگ - مالت - مولدووا - مونته‌نگرو - ایرلند شمالی - نروژ - رومانی - سان مارینو - اسکاتلند - صربستان - اسلواکی - اسلوونی - سوئیس - ترکیه - ولز |